# Anibare
Anibare ist ein Distrikt im Osten des Inselstaates Nauru.
Der Distrikt grenzt im Süden an Meneng, im Westen an Buada, Nibok und Uaboe, im Nordwesten an Baiti und im Norden an Anabar und Ijuw. Die gesamte Küstenlinie im Osten besteht aus dem Strand der Anibare Bay. Auf der südlichen Hälfte des Strandes wurde im Jahr 2000 der Anibare Harbour gebaut. Im Westen Anibares befindet sich der Sammelplatz des abgebauten Phosphats, welches von dort nach Aiwo zur Verschiffung transportiert wird.
Anibare ist ein Teil des Wahlkreises Anabar und hat bei einer Fläche von 3,1 km² lediglich 373 Einwohner. Damit weist Anibare die geringste Bevölkerungsdichte aller Distrikte Naurus auf.
Anibare bedeutet gemäß Paul Hambruch „viele Geister“; womöglich ist der Name darauf zurückzuführen, dass in der nauruischen Mythologie der Eingang zur Geisterinsel Buitani, welche die Unterwelt darstellt, sich in Anibare befindet.

## Historische Dörfer
Bis 1968 war der heutige Distrikt Anibare ein Gau, der aus 17 historischen Dörfern bestand.
- Adreyi
- Agabwe
- Anakawidua
- Anera
- Anitobu
- Aribeang
- Ate
- Boneda
- Bweranibek
- Bweteboe
- Bweteoaru
- Eatedogi
- Etamor
- Gene
- Kawinanut
- Merubo
- Yanmwitebwiyeye